# Saint-Léon (Alta Garonna)
Saint-Léon è un comune francese di 1 107 abitanti situato nel dipartimento dell'Alta Garonna nella regione dell'Occitania.

## Società

### Evoluzione demografica
Abitanti censiti